# Dent du Bourgo
Dent du Bourgo är en bergstopp i Schweiz.   Den ligger i distriktet Gruyère och kantonen Fribourg, i den sydvästra delen av landet, 50 km sydväst om huvudstaden Bern. Toppen på Dent du Bourgo är 1 909 meter över havet, eller 180 meter över den omgivande terrängen. Bredden vid basen är 1,6 km.
Terrängen runt Dent du Bourgo är varierad. Närmaste större samhälle är Bulle, 8,0 km nordväst om Dent du Bourgo. 
I omgivningarna runt Dent du Bourgo växer i huvudsak blandskog. Runt Dent du Bourgo är det glesbefolkat, med 15 invånare per kvadratkilometer.